# Shockwave Supernova
Shockwave Supernova es el decimoquinto álbum de estudio del guitarrista Joe Satriani, lanzado el 24 de julio de 2015 a través del sello Sony Music Entertainment. La banda estuvo conformada por el bajista Bryan Beller y el baterista Marco Minnemann, al igual que el multinstrumentista Mike Keneally.

## Lista de canciones
1. Shockwave Supernova: 3:49
2. Lost in a Memory: 4:12
3. Crazy Joey: 3:40
4. In My Pocket: 4:12
5. On Peregrine Wings: 5:26
6. Cataclysmic: 5:02
7. San Francisco Blue: 3:19
8. Keep on Movin': 4:23
9. All of My Life: 4:02
10. A Phase I'm Going Through: 3:59
11. Scarborough Stomp: 3:59
12. Butterfly and Zebra: 1:47
13. If There Is No Heaven: 5:07
14. Stars Race Across the Sky: 4:45
15. Goodbye Supernova: 5:46

## Personal
- Joe Satriani – guitarra, teclados, bajo, armónica, producción
- Mike Keneally – teclados, guitarra rítmica
- Marco Minnemann – batería
- Vinnie Colaiuta - batería
- Bryan Beller – bajo
- Chris Chaney – bajo
- Bobby Vega – bajo
- Tony Menjivar – percusión
- John Cuniberti – percusión

## Posicionamiento
| Lista (2015)                        | Posición |
| ----------------------------------- | -------- |
| Australia (ARIA)                    | 23       |
| Bélgica (Ultratop flamenca)         | 53       |
| Bélgica (Ultratop valona)           | 67       |
| República Checa (ČNS IFPI)          | 16       |
| Países Bajos (Album Top 100)        | 11       |
| Finlandia (Suomen Virallinen Lista) | 34       |
| Francia (SNEP)                      | 32       |
| Alemania (Media Control Charts)     | 40       |
| Italia (FIMI)                       | 47       |
| Suiza (Schweizer Hitparade)         | 13       |
| Reino Unido (UK Albums Chart)       | 22       |
| Estados Unidos (Billboard 200)      | 46       |